# فروشگاه (مجموعه تلویزیونی)
فروشگاه نام یک مجموعهٔ تلویزیونی به نویسندگی و کارگردانی «احمد بهبهانی» است که طی سال‌های ۱۳۷۵-۱۳۷۴ تهیه و از شبکه ۳  پخش گردید.

## خلاصه داستان
داستان این مجموعه تلویزیونی، درباره افتتاح یک فروشگاه بزرگ و ماجراهای طنزآمیزی که در آن رخ می‌دهد.

## بازیگران

### بازیگران
- رضا بابک
- مرتضی احمدی
- رضا کرم‌رضایی
- داریوش اسدزاده
- علی‌اصغر گرمسیری
- عزت‌الله مهرآوران
- افسانه چهره‌آزاد
- پوراندخت مهیمن
- لوریک میناسیان
- حسن پورشیرازی
- شهلا ریاحی
- مهری مهرنیا
- محمد ابهری
- محمود بهرامی
- غلامحسین بهمنیار
- منوچهر اخضرپور
- نگار استخر
- آتش تقی‌پور
- محمدرضا حقگو
- علی زاهدی
- احمد قدکچیان
- روح‌الله مفیدی
- مریم سعادت
- حسن دادشکر
- مهران غفوریان
- رامبد جوان
- نیما بانکی
- نجفعلی هادی
- مظفر سلطانی
- هوشنگ معصفری
- مجید علم‌بیگی
- شیرین شمس
- مریم مهاجر
- رامین نعمتی
- عیسی صفایی
- منوچهر لاریجانی
- علی رویین‌تن
- مهرنوش طبیبی
- علیرضا علیا
- سیروس اعوانی
- امین معماری
- ماکان میرآفتابی
- خسرو فرخزادی
- هادی ملک‌اسماعیلی
- عباس پاک‌نژاد
- هوشنگ پناهی
- آذرخش مخبری
- یوسف وفایی‌زاده
- مسعود جعفری جوزانی

## عوامل تولید

### عوامل تولید
- نویسنده و کارگردان هنری: احمد بهبهانی
- تصویربردار: روح‌الله علی
- صدابردار: فرخ فدایی، بهروز عابدینی[۲]
- طراح صحنه: مجید نیامراد، شمسی بهبهانی[۲]
- طراح لباس: شمسی بهبهانی[۲]
- موسیقی: محمد سریر
- فرمت تصویر: ویدئویی
- تعداد قسمت‌ها: ۲۶ قسمت
- مدت زمان: ۱۳۰۰ دقیقه
- محصول: شبکه ۳
- سال تولید: ۱۳۷۵-۱۳۷۴